# Wadi us-Salaam
Wadi us-Salaam, Wadi al-Salaam (arab. وادي السلام; dosł.: dolina pokoju) – muzułmański cmentarz w irackim mieście An-Nadżaf, największa nekropolia na świecie. Obejmuje obszar 601,16 ha (6,01 km²), choć iracki rząd podaje też liczbę 917 ha. Cel licznych pielgrzymek szyitów, którzy wierzą, że pochowani są na nim Ali – ostatni z tzw. kalifów prawowiernych i pierwszy szyicki imam, oraz Adam i Noe. Cmentarz funkcjonuje od ok.  1400-1500 lat, i w ok. 2 mln grobów pochowane na nim jest 5-6 do nawet 8mln osób, głównie z Iraku, ale także szyitów z innych państw, którzy wyrazili chęć, by spoczywać w pobliżu miejsca pochówku imama Alego.

## Obiekty na cmentarzu
- Mauzoleum wielkiego ajatollaha Muhammada al-Sadra
- Grób wielkiego ajatollaha Muhammada Bakira as-Sadra
- Meczet proroka Huda
- Makam Muhammada al-Mahdiego i Dżafara as-Sadika

## Galeria

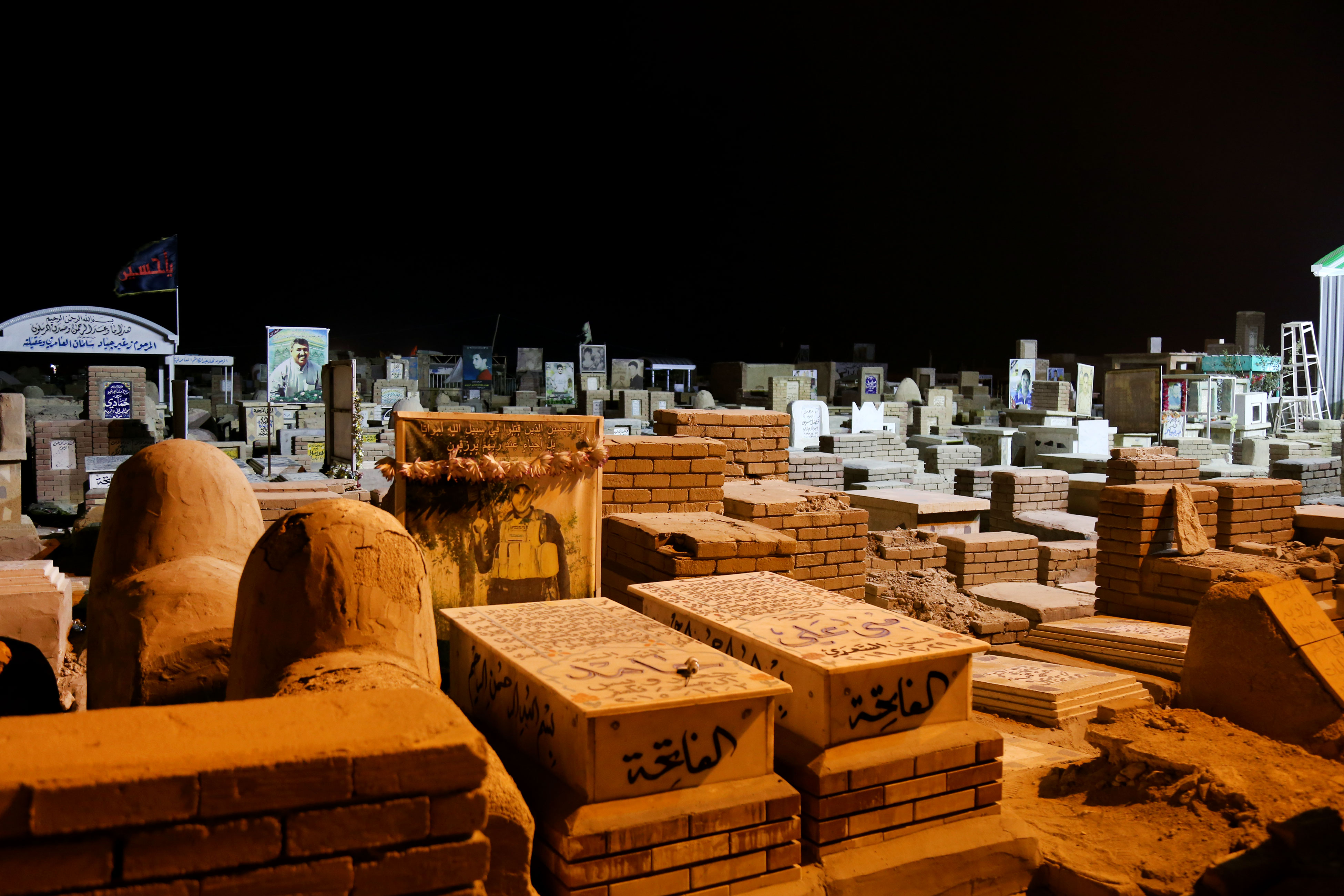
nagrobki na cmentarzu
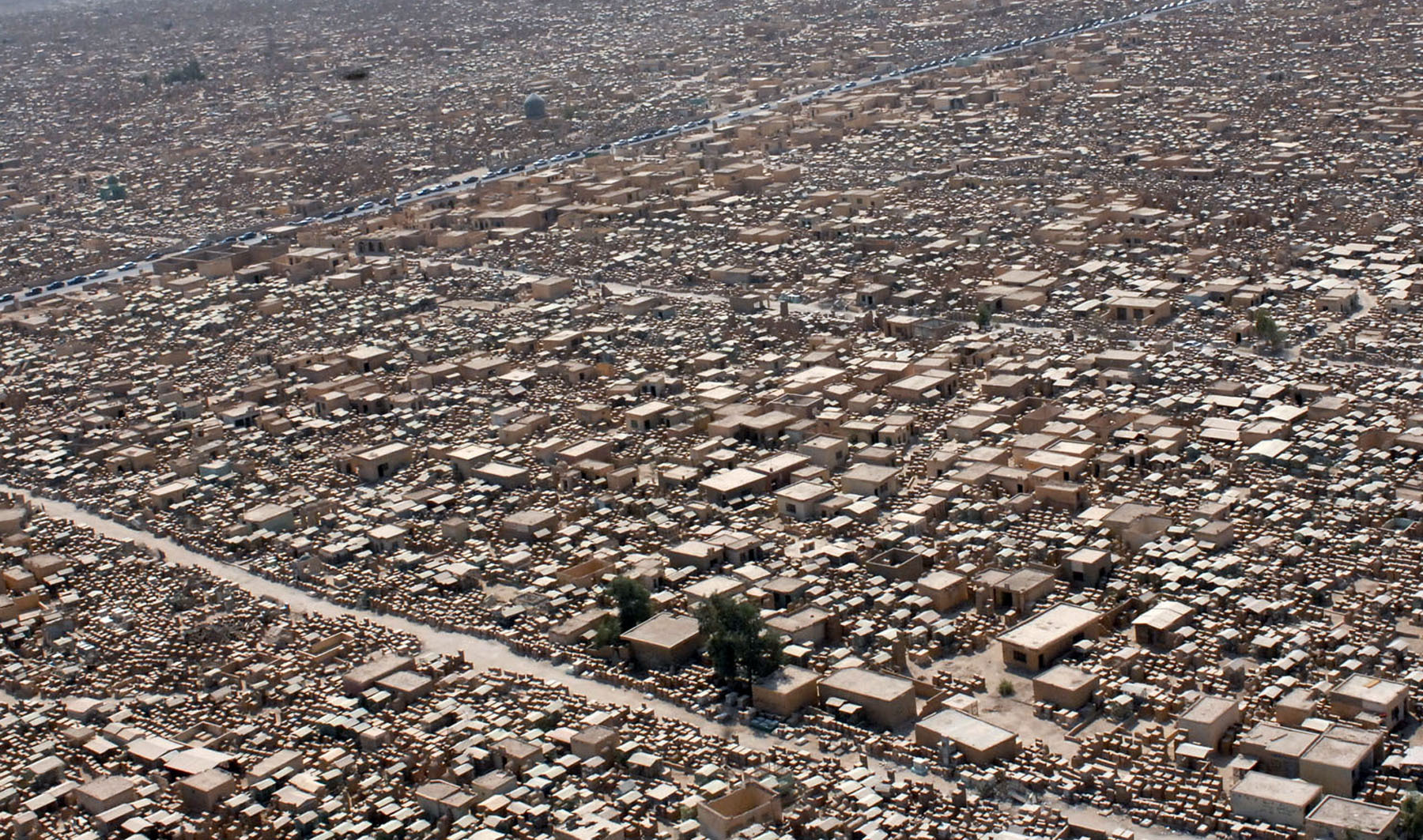
zdjęcie lotnicze cmentarza
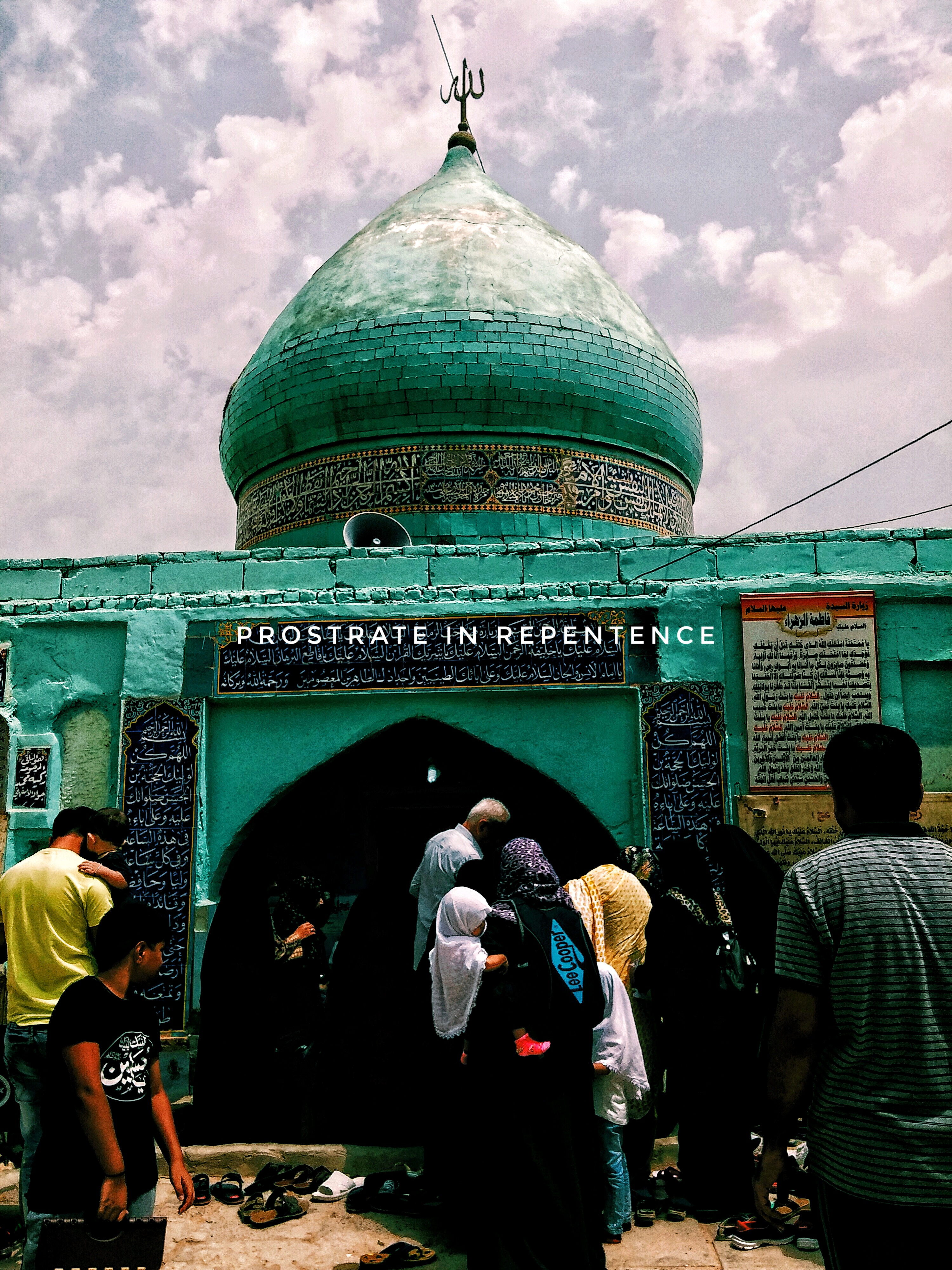
Makam al-Mahdiego
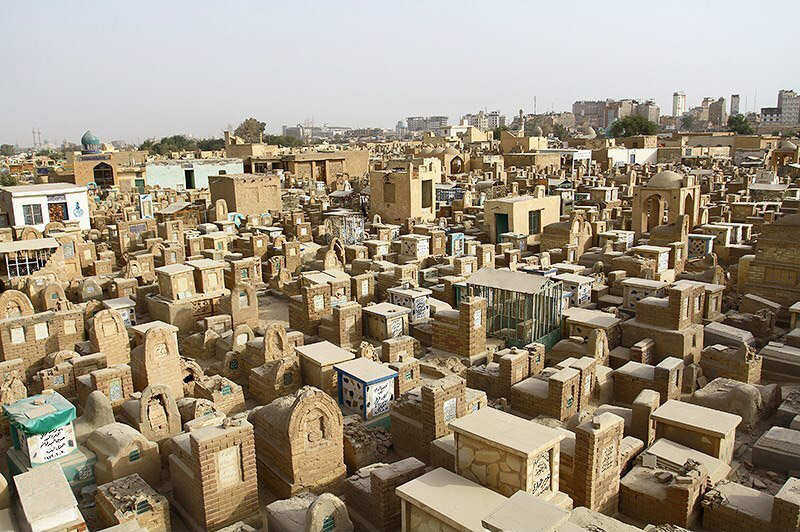
widok ogólny cmentarza
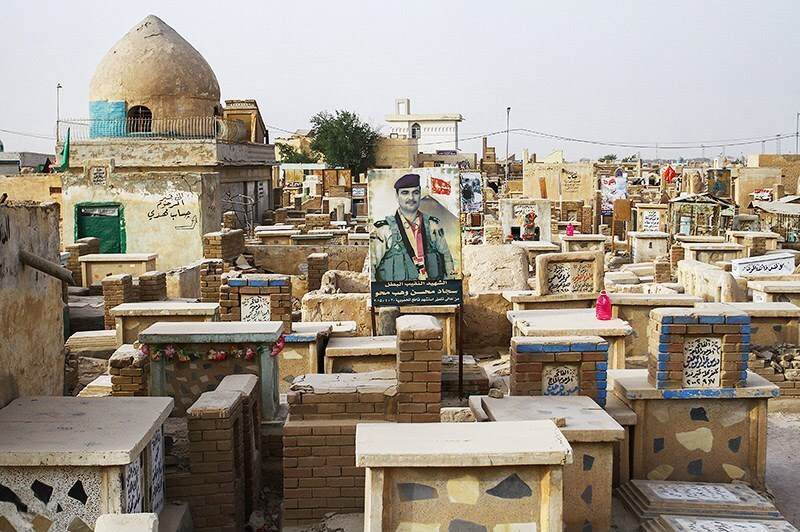
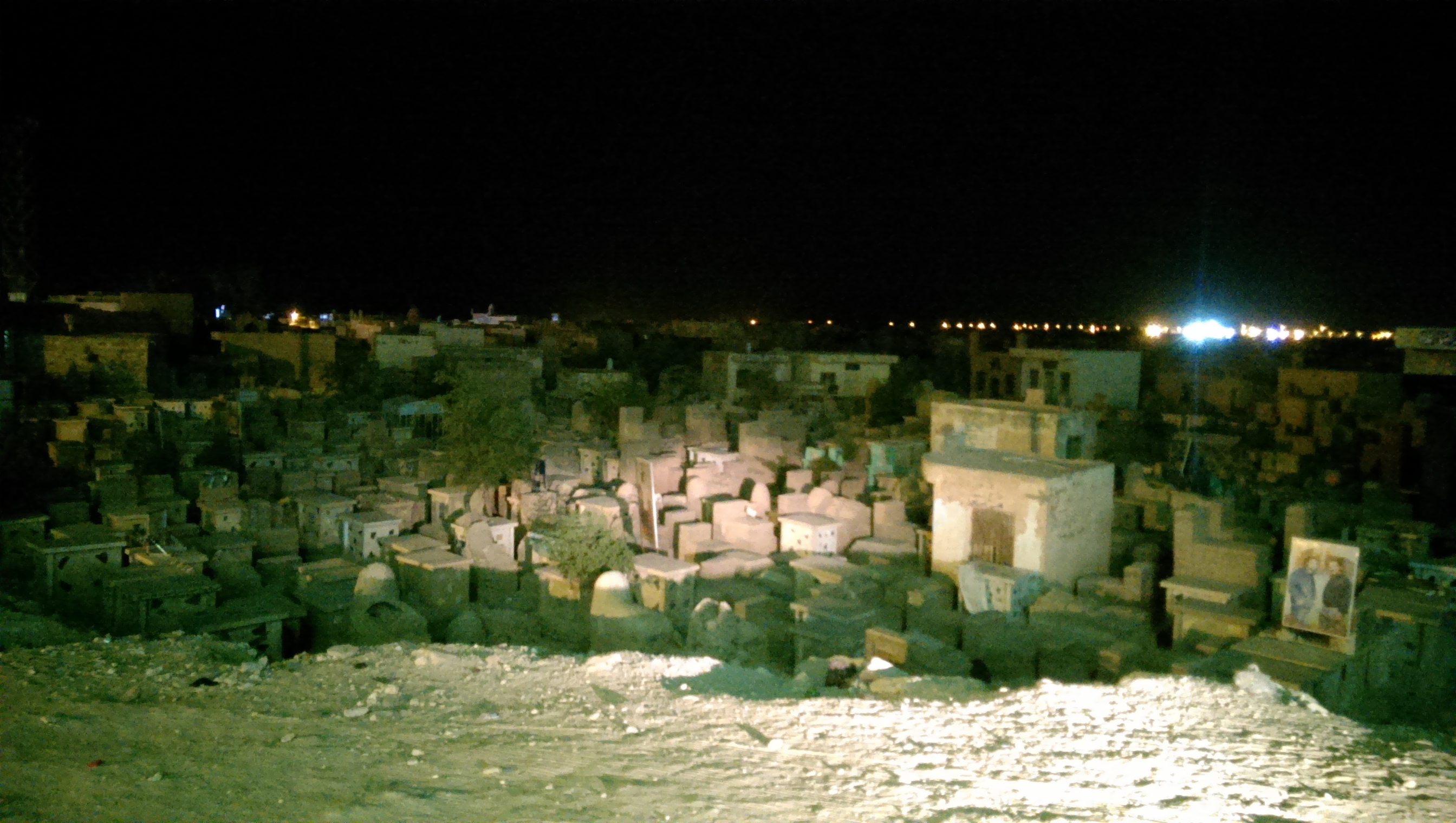
nocny widok cmentarza